# Restidia ruha
Restidia ruha är en fjärilsart som beskrevs av Dyar 1914. Restidia ruha ingår i släktet Restidia och familjen mott. Inga underarter finns listade i Catalogue of Life.